# 蒂夫城 (密蘇里州)
蒂夫城（英語：Tiff City）是位於美國密蘇里州麥克唐納縣的非建制地區。

## 歷史
蒂夫城的郵局自1877年營運至今。

## 地理
蒂夫城所處的海拔為高於海平面250米（即820英呎），而該地所採用的時區為UTC-6，即北美中部時區（CST）。同時該地設有夏令時間，為UTC-6調快一小時，即UTC-5（CDT）。